# لين جونسون (لاعب كريكت)
لين جونسون (18 مارس 1919 في أستراليا - 20 أبريل 1977) (بالإنجليزية: Len Johnson)‏ هو لاعب كريكت أسترالي. شارك مع منتخب أستراليا الوطني للكريكت. أما مع النوادي، فقد لعب مع فريق كوينسلاند للكريكت ‏.

## وصلات خارجية
- لين جونسون على موقع إي آس بي آن كريك إنفو (الإنجليزية)